# Eupterote kageri
Eupterote kageri är en fjärilsart som beskrevs av Wolfgang A.Nässig 1989. Eupterote kageri ingår i släktet Eupterote och familjen Eupterotidae. Inga underarter finns listade i Catalogue of Life.